# SK Slovan Dubí
SK Slovan Dubí je kladenský fotbalový klub z městské části Dubí, založený v roce 1913, který hraje zápasy ve III. třídě okresu Kladno. Klubové barvy jsou (kladenské) modrá a bílá. Ve znaku jsou svislé modré a bílé pruhy, uprostřed je černobílý fotbalový míč a pod ním nápis 1913.
Po roce 2006 bylo zázemí hřiště rekonstruováno s dotacemi města. Ve IV. třídě okresu Kladno zvítězil klub v sezóně 2012/2013. V sezóně 2015/2016 zvítězil klub ve skupině A III. třídy okresu Kladno a postoupil do II. třídy okresu Kladno, kde hrál až do sezóny 2017/2018. V sezóně 2019/2020 hrál klub opět ve skupině A III. třídy. B tým klubu hrál IV. třídu.

## Umístění v jednotlivých sezonách
Legenda: Z - zápasy, V - výhry, R - remízy, P - porážky, VG - vstřelené góly, OG - obdržené góly, +/- - rozdíl skóre, B - body, červené podbarvení - sestup, zelené podbarvení - postup, fialové podbarvení - reorganizace, změna skupiny či soutěže
| Československo (1913 – 1938)             |                                                                                  |                                                                                  |                                                                                  |                                                                                  |                                                                                  |                                                                                  |                                                                                  |                                                                                  |                                                                                  |                                                                                  |                                                                                  |
| Sezóny                                   | Liga                                                                             | Úroveň                                                                           | Z                                                                                | V                                                                                | R                                                                                | P                                                                                | VG                                                                               | OG                                                                               | +/-                                                                              | B                                                                                | Pozice                                                                           |
| 1919                                     | Kladenská župa                                                                   |                                                                                  | 6                                                                                | 0                                                                                | 0                                                                                | 6                                                                                | 3                                                                                | 41                                                                               | –38                                                                              | 0                                                                                | 7.                                                                               |
| ...                                      |                                                                                  |                                                                                  |                                                                                  |                                                                                  |                                                                                  |                                                                                  |                                                                                  |                                                                                  |                                                                                  |                                                                                  |                                                                                  |
| Protektorát Čechy a Morava (1939 – 1944) |                                                                                  |                                                                                  |                                                                                  |                                                                                  |                                                                                  |                                                                                  |                                                                                  |                                                                                  |                                                                                  |                                                                                  |                                                                                  |
| Sezóna                                   | Liga                                                                             | Úroveň                                                                           | Z                                                                                | V                                                                                | R                                                                                | P                                                                                | VG                                                                               | OG                                                                               | +/-                                                                              | B                                                                                | Pozice                                                                           |
| ...                                      |                                                                                  |                                                                                  |                                                                                  |                                                                                  |                                                                                  |                                                                                  |                                                                                  |                                                                                  |                                                                                  |                                                                                  |                                                                                  |
| 1944/45                                  | Fotbalová liga se nehrála z důvodu postupu válečné fronty na území protektorátu. | Fotbalová liga se nehrála z důvodu postupu válečné fronty na území protektorátu. | Fotbalová liga se nehrála z důvodu postupu válečné fronty na území protektorátu. | Fotbalová liga se nehrála z důvodu postupu válečné fronty na území protektorátu. | Fotbalová liga se nehrála z důvodu postupu válečné fronty na území protektorátu. | Fotbalová liga se nehrála z důvodu postupu válečné fronty na území protektorátu. | Fotbalová liga se nehrála z důvodu postupu válečné fronty na území protektorátu. | Fotbalová liga se nehrála z důvodu postupu válečné fronty na území protektorátu. | Fotbalová liga se nehrála z důvodu postupu válečné fronty na území protektorátu. | Fotbalová liga se nehrála z důvodu postupu válečné fronty na území protektorátu. | Fotbalová liga se nehrála z důvodu postupu válečné fronty na území protektorátu. |
| Česko (1993 – )                          |                                                                                  |                                                                                  |                                                                                  |                                                                                  |                                                                                  |                                                                                  |                                                                                  |                                                                                  |                                                                                  |                                                                                  |                                                                                  |
| Sezóny                                   | Liga                                                                             | Úroveň                                                                           | Z                                                                                | V                                                                                | R                                                                                | P                                                                                | VG                                                                               | OG                                                                               | +/-                                                                              | B                                                                                | Pozice                                                                           |
| ...                                      |                                                                                  |                                                                                  |                                                                                  |                                                                                  |                                                                                  |                                                                                  |                                                                                  |                                                                                  |                                                                                  |                                                                                  |                                                                                  |
| 2005/2006                                | Základní třída Kladenska – sk. A                                                 | 10                                                                               | 22                                                                               | 12                                                                               | 2                                                                                | 8                                                                                | 49                                                                               | 28                                                                               | 5                                                                                | 38                                                                               | 6.                                                                               |
| 2006/2007                                | Základní třída Kladenska – sk. A                                                 | 10                                                                               | 22                                                                               | 12                                                                               | 6                                                                                | 4                                                                                | 53                                                                               | 25                                                                               | 0                                                                                | 42                                                                               | 3.                                                                               |
| 2007/2008                                | Základní třída Kladenska – sk. A                                                 | 10                                                                               | 22                                                                               | 12                                                                               | 4                                                                                | 6                                                                                | 51                                                                               | 26                                                                               | 0                                                                                | 40                                                                               | 3.                                                                               |
| 2008/2009                                | Základní třída Kladenska – sk. A                                                 | 10                                                                               | 22                                                                               | 9                                                                                | 4                                                                                | 9                                                                                | 46                                                                               | 52                                                                               | 0                                                                                | 31                                                                               | 8.                                                                               |
| 2009/2010                                | Základní třída Kladenska – sk. A                                                 | 10                                                                               | 28                                                                               | 14                                                                               | 5                                                                                | 9                                                                                | 60                                                                               | 50                                                                               | 5                                                                                | 47                                                                               | 4.                                                                               |
| 2010/2011                                | Základní třída Kladenska – sk. A                                                 | 10                                                                               | 28                                                                               | 13                                                                               | 2                                                                                | 13                                                                               | 73                                                                               | 65                                                                               | -1                                                                               | 41                                                                               | 7.                                                                               |
| 2011/2012                                | Základní třída Kladenska – sk. A                                                 | 10                                                                               | 26                                                                               | 17                                                                               | 1                                                                                | 8                                                                                | 72                                                                               | 36                                                                               | 13                                                                               | 52                                                                               | 3.                                                                               |
| 2012/2013                                | Základní třída Kladenska – sk. A                                                 | 10                                                                               | 22                                                                               | 20                                                                               | 2                                                                                | 0                                                                                | 91                                                                               | 19                                                                               | 29                                                                               | 62                                                                               | 1.                                                                               |
| 2013/2014                                | Okresní soutěž Kladenska – sk. A                                                 | 9                                                                                | 26                                                                               | 15                                                                               | 5                                                                                | 6                                                                                | 71                                                                               | 34                                                                               | 1                                                                                | 52                                                                               | 2.                                                                               |
| 2014/2015                                | Okresní soutěž Kladenska – sk. A                                                 | 9                                                                                | 24                                                                               | 13                                                                               | 4                                                                                | 7                                                                                | 65                                                                               | 36                                                                               | 4                                                                                | 46                                                                               | 3.                                                                               |
| 2015/2016                                | Okresní soutěž Kladenska – sk. A                                                 | 9                                                                                | 26                                                                               | 19                                                                               | 5                                                                                | 2                                                                                | 103                                                                              | 36                                                                               | 19                                                                               | 64                                                                               | 1.                                                                               |
| 2016/2017                                | Okresní přebor Kladenska                                                         | 8                                                                                | 26                                                                               | 9                                                                                | 4                                                                                | 13                                                                               | 67                                                                               | 83                                                                               | -6                                                                               | 33                                                                               | 9.                                                                               |
| 2017/2018                                | Okresní přebor Kladenska                                                         | 8                                                                                | 26                                                                               | 9                                                                                | 1                                                                                | 16                                                                               | 53                                                                               | 82                                                                               | -11                                                                              | 28                                                                               | 13.                                                                              |
| 2018/2019                                | Okresní soutěž Kladenska – sk. A                                                 | 9                                                                                | 26                                                                               | 11                                                                               | 6                                                                                | 9                                                                                | 58                                                                               | 60                                                                               | 4                                                                                | 43                                                                               | 6.                                                                               |
| 2019/2020                                | Okresní soutěž Kladenska – sk. A                                                 | 9                                                                                | 12                                                                               | 7                                                                                | 2                                                                                | 3                                                                                | 32                                                                               | 22                                                                               | +10                                                                              | 23                                                                               | 5.                                                                               |
| 2020/21                                  | Okresní soutěž Kladenska – sk. A                                                 | 9                                                                                | 6                                                                                | 4                                                                                | 0                                                                                | 2                                                                                | 26                                                                               | 14                                                                               | +12                                                                              | 12                                                                               | 6.                                                                               |
| 2021/22                                  | Okresní soutěž Kladenska – sk. A                                                 | 9                                                                                | 22                                                                               | 12                                                                               | 4                                                                                | 6                                                                                | 95                                                                               | 61                                                                               | +34                                                                              | 42                                                                               | 5.                                                                               |
| 2022/23                                  | Okresní soutěž Kladenska – sk. B                                                 | 9                                                                                | 24                                                                               | 17                                                                               | 2                                                                                | 5                                                                                | 133                                                                              | 61                                                                               | +72                                                                              | 54                                                                               | 3.                                                                               |
| 2023/24                                  | Okresní soutěž Kladenska – sk. B                                                 | 9                                                                                | 24                                                                               | 10                                                                               | 3                                                                                | 11                                                                               | 74                                                                               | 90                                                                               | -16                                                                              | 36                                                                               | 8.                                                                               |
| 2024/25                                  | Okresní soutěž Kladenska – sk. B                                                 | 9                                                                                | 26                                                                               | 8                                                                                | 3                                                                                | 15                                                                               | 81                                                                               | 101                                                                              | -20                                                                              | 29                                                                               | 9.                                                                               |

Poznámky:
- 2019/20: Sezona nedohrána kvůli pandemii covidu-19.
- 2020/21: Sezona nedohrána kvůli pandemii covidu-19.

## Osobnosti klubu
Mezi hráče klubu patřili také František Biskup, Jan Biskup, Jiří Hoffmann, Václav Kokštejn a Josef Kratochvíl.